# Danielle Brooks
Danielle Lee Brooks (17 de setembro de 1989), mais conhecida como Danielle Brooks, é uma atriz norte-americana, indicada ao Oscar de melhor atriz coadjuvante por seu papel como Sofia em A Cor Púrpura, mais conhecida por seu papel como Tasha "Taystee" Jefferson na série Orange Is the New Black, que lhe rendeu um Screen Actors Guild de Melhor Elenco (série de comédia).

## Biografia
Brooks nasceu em Augusta, Geórgia, e cresceu em Greenville, Carolina do Sul em uma família cristã; seu pai era um diácono e sua mãe uma ministra. Ela começou a atuar aos 6 anos de idade numa dramatização natalina organizada por sua igreja.  Durante os dois últimos anos do ensino médio, ela frequentou a South Carolina Governor's School for the Arts & Humanities, uma escola de artes. Ela estudou teatro na Juilliard School e formou-se em 2011.

## Carreira
Depois de se formar na Juilliard, Brooks ganhou papéis em duas produções teatrais: Servant of Two Masters da Shakespeare Theatre Company, e Blacken the Bubble.Ela deixou ambas as produções em 2013 para se juntar ao elenco de Orange Is the New Black, série de comédia dramática produzida pela Netflix, uma produção sobre uma prisão de mulheres baseada no livro Orange Is the New Black: My Year in a Women's Prison da autora Piper Kerman, interpretando Tasha "Taystee" Jefferson. Sua personagem Taystee foi originalmente destinada a aparecer em apenas dois episódios, mas acabou sendo representada pelo resto da primeira temporada. Na série, a melhor amiga de Taystee é interpretada pela atriz Samira Wiley, de quem Brooks tornou-se amiga desde que se conheceram enquanto estudavam juntas na Juilliard. O desempenho de Brooks em Orange Is the New Black tem sido elogiado pela crítica, com um escritor do The Daily Beast chamando-a de "a atriz mais bem-sucedida do show e um dos mais agradáveis e excitantes novos talentos de 2013". Brooks foi promovida de membro do elenco recorrente a membro regular da série para a segunda temporada. 
Em setembro de 2013, Brooks foi confirmada para participar de um episódio da série da HBO Girls, sendo a primeira mulher negra no show.

### Filmes
| Ano  | Título           | Personagens | Notas    |
| ---- | ---------------- | ----------- | -------- |
| 2014 | I Dream Too Much | TBA         | Filmando |
| 2016 | Angry Birds      | (voz)       |          |

## Televisão
| Ano       | Título                  | Personagens     | Notas                           |
| --------- | ----------------------- | --------------- | ------------------------------- |
| 2012      | Modern Love             | Raimy           | Filme para TV                   |
| 2013      | Black Girls Rock! 2013  | Ela mesma       | Filme para TV                   |
| 2013–2019 | Orange Is the New Black | Tasha Jefferson | 86 episódios (Elenco principal) |
| 2014      | Girls                   | Laura           | 1 episódio                      |